# Byranayakanahalli, Channapatna
Byranayakanahalli là một làng thuộc tehsil Channapatna, huyện Ramanagara, bang Karnataka, Ấn Độ.